# Oflag 60
Oflag 60 – niemiecki obóz jeniecki okresu II wojny światowej.
Wiosną 1941, w X Okręgu Wojskowym, powołano komendę obozu oficerskiego Oflag 60. 26 kwietnia komenda obozu została podporządkowana dowódcy jeńców wojennych w I Okręgu Wojskowym. Obóz zorganizowano w lipcu 1941 w Schirwindt w Prusach Wschodnich. 1 lutego 1942 roku przebywało w obozie 3234 jeńców. Dwa miesiące później liczba przetrzymywanych w niewoli zmniejszyła się o 2000 osób. Obóz rozwiązano 30 czerwca 1942 roku. Zginęło w nim około 4000 jeńców.